# De Salve de Bruneton
De Salve de Bruneton is een van oorsprong Frans geslacht waarvan leden sinds 1822 tot de Nederlandse adel behoren en dat in 1891 uitstierf.

## Geschiedenis
De stamreeks begint met de in 1500 als écuyer aangemerkte Laurent de Salve. Een nazaat, Marc Antoine (1619-1688) bekeerde zich als karmeliet in 1655 tot het protestantisme en trok met drie zonen in 1687 naar de Nederlanden. Zijn achterkleinzoon werd bij Koninklijk Besluit van 24 december 1822 ingelijfd in de Nederlandse adel; met een dochter stierf het geslacht in 1891 uit.

## Enkele telgen
Marc Antoine de Salve, heer van Bruneton (1619-1688), karmeliet, bekeerde zich in 1655 tot het protestantisme, emigreerde met drie zonen in 1687 naar de Nederlanden
- Jean Antoine de Salve, officier in Statendienst, overleed tussen 1720 en 1727
  - Pierre de Salve (1705-1750), onderkoopman van de VOC, commandant van Manaar (Ceylon)
    - Jean Antoine Chrétien de Salve de Bruneton (1744-1802), luitenant-kolonel
      - Jhr. mr. Guillaume (Willem) Benjamin de Salve de Bruneton (1768-1841), in Statendienst, wethouder van Nijmegen, lid van de ridderschap, provinciale en gedeputeerde staten van Gelderland, dijkgraaf
        - Jkvr. Theodora Johanna Hermina de Salve de Bruneton (1796-1847); trouwde in 1814 met Dominique Jacques de Eerens (1781-1840), luitenant-generaal, minister van Oorlog en gouverneur-generaal van Nederlands-Indië
        - Jkvr. Charlotte Georgine Guillaume de Salve de Bruneton (1809-1891), laatste telg van het Nederlandse adellijke geslacht; trouwde in 1832 met Johannes Vertholen (1804-1874), kolonel titulair
        - Jkvr. Jacqueline Pauline de Salve de Bruneton (1811-1833); trouwde in Willem Hendrik Jacob baron van Wassenaer, heer van Sint Pancras (1796-1856), luitenant-kolonel titulair